# Maniquí bec d'argent
El maniquí bec d'argent (Euodice cantans) és una espècie d'ocell de la família dels estríldids (Estrildidae) que habita sabanes i estepes de l'Àfrica subsahariana al nord de l'Equador, i sud de la Península Aràbiga.